# 唐元樓
唐元樓（？—1663年6月31日），湖州府烏程縣人。
明亡後，南潯人莊廷鑨私修“明史”，唐元樓參與其中，關於明朝崇禎與南明事蹟，則採用茅瑞徵的《五芝紀事》、《明末啟禎遺事》，成書《明史輯略》，請李令皙作序，題唐元樓、茅元銘、吳之銘、吳之熔、茅次萊、吳楚、蔣麟徵等十八人於其上，又說明此書是根據朱氏（即朱國禎）的原稿增刪而成。
順治十八年（1661年）為歸安知縣吳之榮告發，鰲拜責令刑部滿官羅多等到湖州徹查。這時莊廷鑨已死，被掘墓刨棺，梟首碎骨。此事牽連甚廣，康熙二年五月二十六日（1663年6月31日）唐元樓等十餘人被凌遲處死，七十餘人遇難，史稱「莊廷鑨明史案」。